# Гейро Еммануїл Борисович
Еммануїл Борисович Гейро (1908, місто В'ятка, Російська імперія, тепер місто Кіров, Російська Федерація — розстріляний 16 вересня 1937) — український радянський комсомольський діяч, голова Українського комітету в справах фізичної культури і спорту при РНК УРСР. Член Центральної Ревізійної Комісії ВЛКСМ.

## Життєпис
Народився в єврейській родині службовців.
Освіта початкова. Член ВКП(б).
Перебував на відповідальній комсомольській роботі.
На 1935—1936 роки — 2-й секретар Дніпропетровського обласного комітету ЛКСМУ.
До червня 1937 року — 1-й секретар Дніпропетровського обласного комітету ЛКСМУ.
У червні — 26 липня 1937 року — голова Українського комітету в справах фізичної культури і спорту при РНК УРСР.
У 1937 році заарештований органами НКВС УРСР. 15 вересня 1937 року Воєнною колегією Верховного суду СРСР звинувачений у належності до контрреволюційної організації та засуджений до страти. Розстріляний 16 вересня 1937 року.
Посмертно реабілітований 1 вересня 1956 року.